# Trayce Thompson
Trayce Nikolas Thompson (ur. 15 marca 1991) – amerykański baseballista występujący na pozycji zapolowego w organizacji Cleveland Indians.

## Przebieg kariery
Po ukończeniu szkoły średniej miał zamiar podjąć studia na University of California w Los Angeles, jednak w lipcu 2009, po wyborze w drugiej rundzie draftu miesiąc wcześniej przez Chicago White Sox, zdecydował się podpisać kontrakt z organizacją tego klubu. Zawodową karierę rozpoczął od występów w Bristol White Sox i Great Falls Voyagers (poziom Rookie), następnie w 2010 i 2011 grał w Kannapolis Intimidators (Class A). W sezonie 2012 występował w Winston Salem Dash (Class A-Advanced), Birmingham Barons (Double-A) oraz w Charlotte Knights (Triple-A). W latach 2013–2014 grał w Birmingham Barons.
Sezon 2015 rozpoczął od występów w Charlotte Knights, a powołanie do składu Chicago White Sox otrzymał 3 sierpnia. Dzień później zadebiutował w Major League Baseball w meczu przeciwko Tampa Bay Rays jako pinch hitter. Pierwszego home runa zdobył 11 sierpnia 2015 w meczu z Los Angeles Angels of Anaheim po narzucie Hectora Santiago. W 44 meczach w White Sox uzyskał średnią 0,295.
W grudniu 2015 w ramach wymiany zawodników, w której udział brały trzy kluby, przeszedł do Los Angeles Dodgers. 10 maja 2016 w meczu przeciwko New York Mets zdobył pierwszego walk-off home runa w MLB. W sezonie 2018 występował w Oakland Athletics i Chicago White Sox. W grudniu 2018 podpisał niegwarantowany kontrakt z Cleveland Indians.

## Życie prywatne
Jego ojcem jest Mychal Thompson, dwukrotny mistrz NBA z lat 1987–1988 z Los Angeles Lakers. Trayce Thompson ma dwóch starszych braci, Klaya, mistrza NBA z 2015 z Golden State Warriors oraz Mychela, który grał między innymi w Cleveland Cavaliers.